# 26210 Lingas
26210 Lingas (1997 RC3) là một tiểu hành tinh vành đai chính.